# Leuctra brevipennis
Leuctra brevipennis is een steenvlieg uit de familie naaldsteenvliegen (Leuctridae). De wetenschappelijke naam van de soort is voor het eerst geldig gepubliceerd in 1978 door Ravizza.